# Crossosalarias macrospilus
Crossosalarias macrospilus är en fiskart som beskrevs av Smith-vaniz och Springer, 1971. Crossosalarias macrospilus ingår i släktet Crossosalarias och familjen Blenniidae. IUCN kategoriserar arten globalt som livskraftig. Inga underarter finns listade i Catalogue of Life.